# Doris Mader
Doris Mader (* 3. Februar 1976 in Wien) ist eine Tischtennisspielerin im Behindertensport aus Österreich. Seit 2003 spielt sie für den NÖ Behindertensportverein BSV Weißer Hof.

## Werdegang
Mader begann im frühen Kindesalter mit dem Tischtennisspiel. Trainiert wurde sie damals in erster Linie von ihrem Vater (Gerhard Mader). Maders sportliche Wiege ist der Wiener Traditionsverein TTC Meindl (später TTC Spar), dessen Ehrenmitglied sie seit Dezember 2005 ist. 
Seit der Entfernung eines Rückenmarkstumors im November 2002 leidet Mader vom 6. Brustwirbel abwärts an einer inkompletten Querschnittlähmung. Doch bereits während der Erst-Rehabilitation im Rehabilitationszentrum Weißer Hof lernte sie den späteren Paralympics-Sieger von Peking, Andreas Vevera kennen. Gemeinsam starteten sie 2003 mit einem intensiven Trainingsprogramm. Im Juni 2004 startete Mader bei ihren ersten Österreichischen Staatsmeisterschaften in der Behinderungsklasse TT-3 und holte sich in drei Bewerben auf Anhieb 1× Gold sowie 2× Silber. 
Im März 2005 bestritt Mader ihr erstes internationales Weltranglistenturnier in Budapest, von dem sie mit einem Gold und einmal Silber heimkehrte. Ihren ersten großen Erfolg feierte Mader noch im selben Jahr. Bei der Europameisterschaft in Jesolo wurde sie im Juni 2005 Vize-Europameisterin. Ihren größten Erfolg hatte Mader bei den Paralympics 2012 in London, wo sie im Einzelbewerb die Silbermedaille holt.

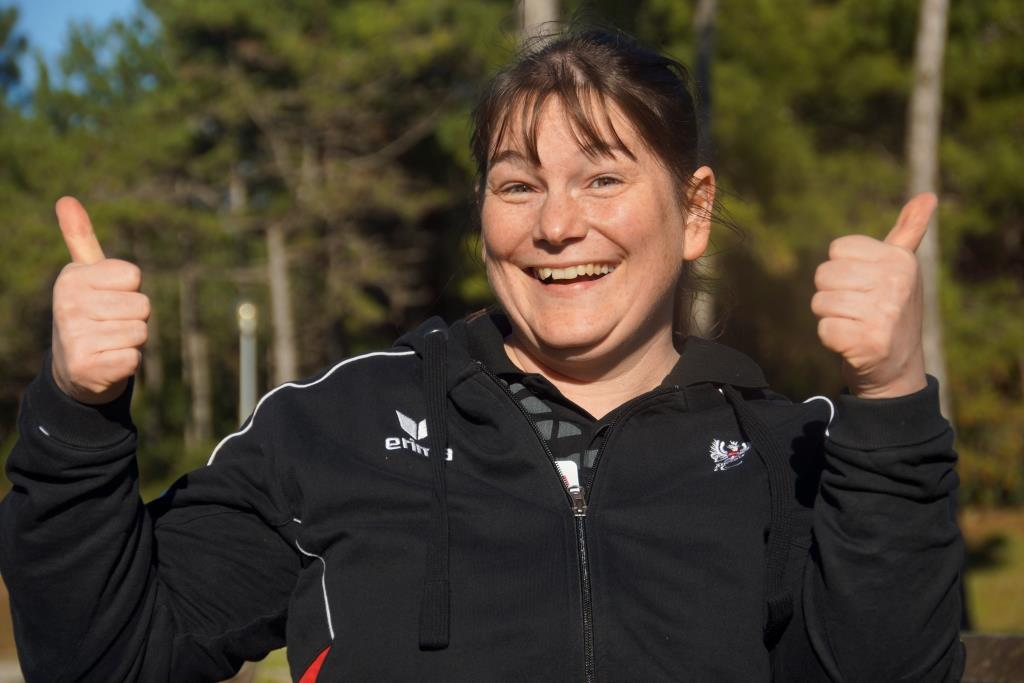
Doris Mader

## Größte Erfolge

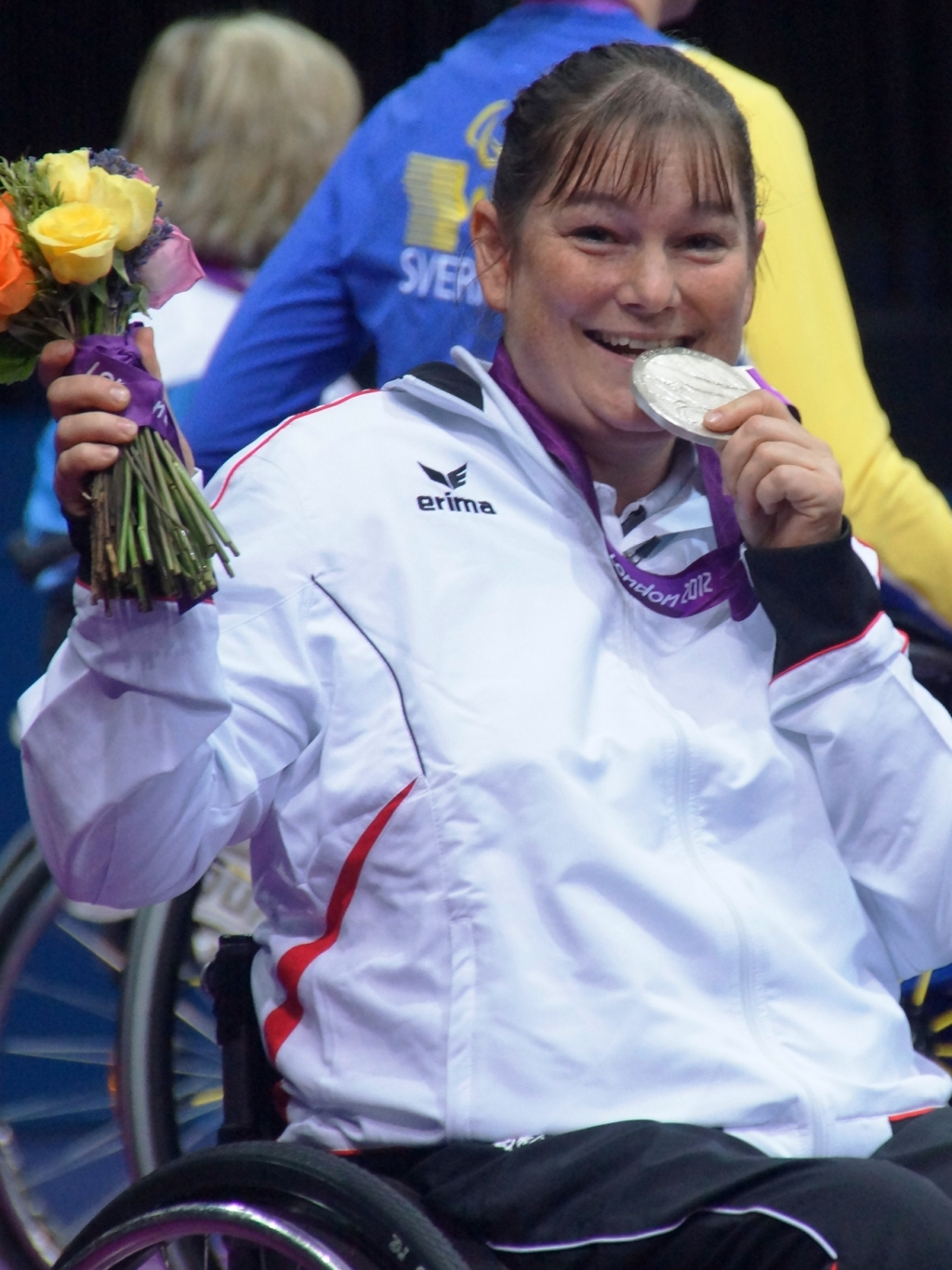
Doris Mader bei den Paralympics 2012

- Europameisterschaft 2015 (Vejle): 3. Platz im Einzelbewerb
- Weltmeisterschaft 2014 (Peking): 3. Platz im Teambewerb
- Europameisterschaft 2013 (Lignano): 3. Platz im Einzelbewerb
- Paralympics 2012 (London): 2. Platz im Einzelbewerb
- US Open 2007 (Chicago): 1. Platz im Einzelbewerb und 1. Platz im Teambewerb
- Europameisterschaft 2005 (Lignano): 2. Platz im Einzelbewerb
- über 40 Medaillen bei internationalen Turnieren
- über 35 österreichische Staatsmeistertitel
- beste Weltranglistenplatzierung: 5. Platz (aktuell)

## Auszeichnungen
- 2006: Leistungsabzeichen des NÖ Tischtennisverbandes in Gold
- 2008: Sportehrenzeichen des Landes Niederösterreich in Gold
- 2010: NÖN Klosterneuburg – Siegerin bei der Wahl zur Sportlerin des Jahres
- 2012: Silbernes Ehrenzeichen der Republik Österreich
- 2012: NÖ Versehrtensportlerin des Jahres
- 2012: Ehrenzeichen des Österreichischen Tischtennisverbandes in Silber
- 2012: Sportlerehrenzeichen der Stadtgemeinde Gänserndorf in Gold
- 2013: NÖN Gänserndorf – Siegerin bei der Wahl zur Sportlerin des Jahres
- 2015: Bezirksblätter Gänserndorf – Siegerin bei der Wahl zur Sportlerin des Jahres